# Copa Profesional de Microfútbol 2020 (Colombia)
La Superliga Profesional Masculina de Microfútbol es la duodécima edición de la Copa Profesional de Microfútbol organizada por la Federación Colombiana de Fútbol de Salón. Comenzará a disputarse el 14 de noviembre con 33 equipos.

## Sistema de juego
En cuatro burbujas y con 33 equipos, en donde los dos primeros de cada burbuja avanzarán a la fase de cuadrangulares.
En la fase de cuadrangulares habrá dos grupos de cuatro equipos cada uno. Los mejores dos equipos de cada grupo avanzaran ala semifinal del torneo.

## Datos de los clubes
Participaron en esta edición 33 equipos. En 4 sedes distintas.

### Burbuja Valledupar
| Equipo                      | Departamento       | Ciudad          | Coliseo                         | Aforo |
| --------------------------- | ------------------ | --------------- | ------------------------------- | ----- |
| Real Valledupar             | Cesar              | Valledupar      | Coliseo Cubierto Julio Monsalvo | 8.000 |
| Visionarios de Sincelejo    | Sucre              | Sincelejo       | Coliseo Cubierto Julio Monsalvo | 8.000 |
| Caporos del Sinú            | Córdoba            | Montería        | Coliseo Cubierto Julio Monsalvo | 8.000 |
| Ocaña FDS                   | Norte de Santander | Ocaña           | Coliseo Cubierto Julio Monsalvo | 8.000 |
| Club Atlético Tiburón FSC   | Atlántico          | Barranquilla    | Coliseo Cubierto Julio Monsalvo | 8.000 |
| Bolívar Primero FSC         | Bolívar            | Cartagena       | Coliseo Cubierto Julio Monsalvo | 8.000 |
| Unión Santander             | Santander          | Bucaramanga     | Coliseo Cubierto Julio Monsalvo | 8.000 |
| Distrito de Barrancabermeja | Santander          | Barrancabermeja | Coliseo Cubierto Julio Monsalvo | 8.000 |

### Burbuja Zipaquirá
| Equipo                        | Departamento     | Ciudad     | Coliseo              | Aforo |
| ----------------------------- | ---------------- | ---------- | -------------------- | ----- |
| Zipaquirá Tierra de Campeones | Cundinamarca     | Zipaquirá  | Coliseo Arena de Sal |       |
| Ángeles de Bogotá             | Distrito Capital | Bogotá     | Coliseo Arena de Sal |       |
| JRL Bogotá FS                 | Distrito Capital | Bogotá     | Coliseo Arena de Sal |       |
| Belcor Halcones               | Cundinamarca     | La Calera  | Coliseo Arena de Sal |       |
| Sabana Cundinamarca CFS       | Cundinamarca     | Chía       | Coliseo Arena de Sal |       |
| La Noria FSC                  | Cundinamarca     | Fusagasugá | Coliseo Arena de Sal |       |
| Yacopies FSC                  | Cundinamarca     | Yacopí     | Coliseo Arena de Sal |       |
| Club Tundama FSC Duitama      | Boyacá           | Duitama    | Coliseo Arena de Sal |       |
| Realeza Soacha                | Cundinamarca     | Soacha     | Coliseo Arena de Sal |       |

### Burbuja Chinchiná
| Equipo                          | Departamento | Ciudad                | Coliseo        | Aforo |
| ------------------------------- | ------------ | --------------------- | -------------- | ----- |
| Real Caldas FS Primero la Gente | Caldas       | Manizales             | Coliseo Verdún |       |
| Real Dorada                     | Caldas       | La Dorada             | Coliseo Verdún |       |
| Caciques Del Quindío            | Quindío      | Calarca               | Coliseo Verdún |       |
| Pereira FS Alcaldía- Pereira    | Risaralda    | Pereira               | Coliseo Verdún |       |
| Santa Fe de Antioquia FDS       | Antioquía    | Santa Fe de Antioquía | Coliseo Verdún |       |
| Atlético Villavicencio FSC      | Meta         | Villavicencio         | Coliseo Verdún |       |
| Colonos Granada FDS             | Meta         | Granada               | Coliseo Verdún |       |
| Los Panches                     | Cundinamarca | Nilo                  | Coliseo Verdún |       |

### Burbuja Popayán
| Equipo                | Departamento    | Ciudad    | Coliseo       | Aforo |
| --------------------- | --------------- | --------- | ------------- | ----- |
| Pantojos de Popayán   | Cauca           | Popayán   | Coliseo Mayor |       |
| Club Sureños Cauca    | Cauca           | Florencia | Coliseo Mayor |       |
| Caquetá FS            | Caquetá         | Florencia | Coliseo Mayor |       |
| Real Opita            | Huila           | Neiva     | Coliseo Mayor |       |
| Guerreros Pijaos      | Tolima          | Espinal   | Coliseo Mayor |       |
| Club Faraones         | Huila           | Pitalito  | Coliseo Mayor |       |
| Club Palmira Futsalón | Valle del Cauca | Palmira   | Coliseo Mayor |       |
| Tuluá FS              | Valle del Cauca | Tuluá     | Coliseo Mayor |       |

## Fase de grupos

### Grupo A (Burbuja Valledupar)
| Visionarios de Sincelejo    |
| Real Valledupar             |
| Caporos del Sinú            |
| Ocaña FDS                   |
| Club Atlético Tiburón FSC   |
| Bolívar Primero FSC         |
| Unión Santander             |
| Distrito de Barrancabermeja |

|  |                              |
|  | Clasificados a la Fase final |
|  | Eliminados.                  |

### Grupo B (Burbuja Zipaquirá)
| Ángeles de Bogotá             |
| La Noria FSC                  |
| Zipaquira Tierra de Campeones |
| Belcor Halcones               |
| Sabana Cundinamarca CFS       |
| JRL Bogotá FS                 |
| Yacopies FSC                  |
| Realeza de Soacha             |
| Club Tundama FSC              |

|  |                              |
|  | Clasificados a la Fase final |
|  | Eliminados.                  |

### Grupo C (Burbuja Chinchiná)
| Santa Fe de Antioquia FDS       |
| Caciques del Quindío            |
| Los Panches                     |
| Atlético Villavicencio          |
| Colonos Granada FDS             |
| Pereira FS Alcaldía- Pereira    |
| Real Dorada                     |
| Real Caldas FS Primero la Gente |

|  |                              |
|  | Clasificados a la Fase final |
|  | Eliminados.                  |

### Grupo D (Burbuja Popayán)
| Tuluá FS                  |
| Club Faraones de Pitalito |
| Club Palmira FS           |
| Patojos de Popayán        |
| Club Sureños Cauca        |
| Real Opita                |
| Guerreros Pijaos          |
| Caqueta FS                |

|  |                              |
|  | Clasificados a la Fase final |
|  | Eliminados.                  |

## Cuadrangulares semifinales

### Grupo A
| Caciques del Quindío       |
| Real Valledupar            |
| La Noria FSC de Fusagasugá |
| Club Faraones de Pitalito  |

|  |                              |
|  | Clasificados a la Fase final |
|  | Eliminados.                  |

### Grupo B
| Visionarios de Sincelejo           |
| Tuluá Fútbol de Salón              |
| Ángeles de Bogotá                  |
| Santa Fe de Antioquía - Indeportes |

|  |                              |
|  | Clasificados a la Fase final |
|  | Eliminados.                  |

## Fase final

#### Tercer lugar
| 6 de diciembre de 2020 | Caciques del Quindío                                   | 1:1 (3:2) (3:2 p.)         | Tuluá                                                | Coliseo Cubierto Julio Monsalvo, Valledupar |  |
|                        |                                                        | Tiros desde el punto penal |                                                      |                                             |  |
|                        | Acierto de penal · Acierto de penal · Acierto de penal |                            | Acierto de penal · Acierto de penal · Fallo de penal |                                             |  |

#### Final
| 6 de diciembre de 2020 | Visionarios de Sincelejo          | 2:1 | Real Valledupar | Coliseo Cubierto Julio Monsalvo, Valledupar |  |
|                        | Julián Buriticá · Cristian Berrío |     | Nelson Bello    |                                             |  |

|                                              |
| Campeón Visionarios de Sincelejo 2.do título |

## Goleadores
| Jugador                                       | Equipos                         | Asistencias |
| --------------------------------------------- | ------------------------------- | ----------- |
| Leyder Arboleda                               | Santa Fe - Indeportes Antioquía | 18          |
| Nelson Jovanni Bello                          | Real Valledupar                 | 13          |
| Leonardo Morales                              | Club Tundama                    | 13          |
| Rommel Contreras                              | Distrito de Barrancabermeja     | 12          |
| Joan Orjuela                                  | Ángeles de Bogotá               | 11          |
| Daniel Betancourt                             | Club Faraones Pitalito          | 11          |
| Edgar Alba                                    | Tuluá Futsalon                  | 10          |
| Esneyder Aldana                               | Colonos de Granada              | 10          |
| Última actualización: 6 de diciembre de 2019. |                                 |             |